# Speicherorgan
Ein Speicherorgan rsp. Reserveorgan ist bei Lebewesen (Tieren und Pflanzen) ein Bestandteil, der dazu dient, bestimmte Stoffe längere Zeit zu speichern, um sie bei Bedarf für den Katabolismus zu nutzen, oder auch sich vor Umwelteinflüssen zu schützen.
Bei Menschen und Tieren ist die Leber ein Speicherorgan für Stoffwechselprodukte. Fettgewebe dienen als Speicher für chemisch gebundene Energie für Zeiten mit unzureichender Nahrungsversorgung beispielsweise bei Tieren, die Winterschlaf halten. Die Haut speichert Flüssigkeit und Mineralstoffe, die sie vor Austrocknung schützen.
Bei Pflanzen kann das Speicherorgan eine Zwiebel, eine unterirdische Sprossknolle, eine Wurzelknolle beispielsweise eine Rübe, ein Rhizom oder der Wurzelstock sein.
Der Nährstoffvorrat der Speicherorgane und die in Sprossknollen ruhenden Knospen ermöglichen es der Pflanze, jahreszeitlich bedingte Trockenperioden zu überdauern oder bei Frost zu überwintern und in der folgenden Vegetationsperiode neu auszutreiben.
Bei Xerophyten gibt häufig auch Speicherorgane für Wasser in den Blättern oder anderen Sprossteilen (siehe Sukkulente).